# Philipp II. (Hanau-Lichtenberg)

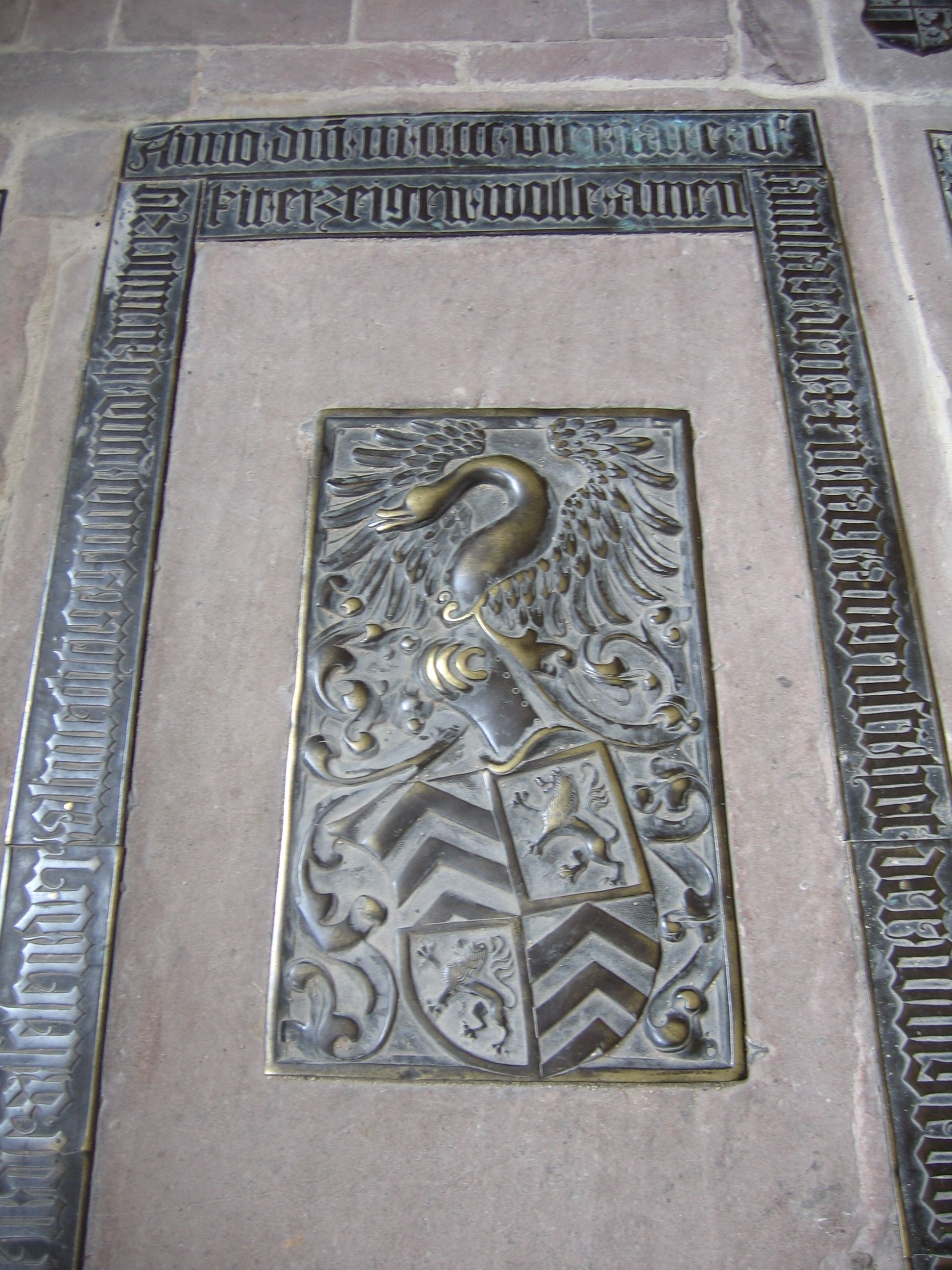
Grabplatte von Philipp II. von Hanau-Lichtenberg in der Stadtkirche Babenhausen (Hessen)

Philipp II. von Hanau-Lichtenberg (* 31. Mai 1462 in Hanau; † 22. August 1504 in Babenhausen) regierte die Grafschaft Hanau-Lichtenberg seit 1480.

## Kindheit
Philipp II. wurde am 31. Mai 1462 zwischen 21 und 22 Uhr als zweiter Sohn des Grafen Philipp I., des Älteren, von Hanau-Babenhausen und seiner Frau Anna von Lichtenberg geboren. Drei Tage nach der Geburt wurde er in der Marienkirche in Hanau getauft. Taufpaten waren Konrad Brelle, Abt des Klosters Selbold, Wenzel von Cleve und Meze von Gemmingen, Witwe des Eberhard Waißen. 
Sein älterer Bruder, Johann, starb noch als Kind, so dass Philipp die Nachfolge antrat.

## Regierung
Nach dem Tod des Vaters erhob auch sein jüngerer Bruder Ludwig Ansprüche auf die Herrschaft. Die Primogenitur war zwar in den Hanauer Familienstatuten seit dem 14. Jahrhundert verankert, das allgemeine Erbrecht sprach aber für eine Landesteilung. Unter Vermittlung des Grafen Philipp I. von Hanau-Münzenberg kam es innerhalb kurzer Zeit zu einem Ausgleich und Ludwig verzichtete auf seinen Anspruch. Kurz darauf begab er sich auf eine Pilgerfahrt ins Heilige Land und starb 1484 auf der Rückreise.
Philipp II. regierte zunächst in enger Anlehnung an die Kurpfalz, die Lehnsherr von Teilen der Grafschaft Hanau-Lichtenberg war. Philipp II. unterstützte Kurfürst Philipp von der Pfalz bei der Belagerung der Burg Hohengeroldseck.
Kooperation, aber auch Streit bestand mit dem verschwägerten Haus Zweibrücken-Bitsch, da ein erheblicher Teil der Herrschaft Lichtenberg zunächst gemeinsam regiert wurde. Erst 1487 kam es zu einer Auseinandersetzung zwischen beiden über das Lichtenberger Erbe. Gemeinsam gingen Graf Philipp II. und Graf Simon IV. Wecker von Zweibrücken-Bitsch gegen die Mätresse ihres verstorbenen Schwiegervaters, Jakob von Lichtenberg, Bärbel von Ottenheim vor: Nach dem Tod Jakobs von Lichtenberg 1480 wurde sie unter dem Vorwurf der Hexerei in der Stadt Hagenau eingekerkert. Die beiden verwendeten sich beim Rat der Stadt für ein Todesurteil. Vermutlich ging es darum, an das Vermögen der Bärbel von Ottenheim zu gelangen. Eine andere Möglichkeit ist, dass damit in der spannungsreichen Situation im Vorfeld der Bauernkriege ein „Bauernopfer“ gegenüber den Untertanen gebracht werden sollte, da die Mätresse weitgehenden Einfluss auf die Regierung gehabt hatte und beim Volk verhasst gewesen sein soll. Bevor es zu einem Urteil kam, verstarb Bärbel im Gefängnis – die Ursache blieb ungeklärt.
Mit Kurmainz kam es zu einer längeren Auseinandersetzung hinsichtlich der Mainzer Lehen, die abschließend dahingehend beigelegt wurde, dass Philipp II. die Stadt Klingenberg an Mainz abtrat, dafür aber die Hälfte von Brumath als Lehen erhielt.
Philipp nahm an verschiedenen Reichstagen teil, deren Hauptpunkt die Gefahr einer türkischen Invasion in Mitteleuropa war.
Im Landshuter Erbfolgekrieg 1503–1505 zwischen der Kurpfalz und Bayern blieb Philipp neutral, nicht aber sein Sohn und designierter Nachfolger Philipp III. von Hanau-Lichtenberg, der sich auf Seiten der Kurpfalz engagierte. Landgraf Wilhelm II. von Hessen wurde vom deutschen König Maximilian I. mit der Vollstreckung der Reichsacht gegen die als Landfriedensbrecher eingestufte Kurpfalz und ihre Verbündeten beauftragt. Der ländliche Bereich des Amtes Babenhausen war bereits verwüstet, bevor es Philipp II. gelang, mit Hilfe Maximilians I. und der Tatsache, dass Babenhausen als böhmisches Lehen mittelbar dem Habsburger gehörte, den Feldzug gegen die eigenen Besitzungen einzudämmen. Die Tatsache, dass sein Sohn auf der „falschen“ Seite kämpfte, rechnete ihm Maximilian nicht an. Philipps Residenzstadt Babenhausen blieb so wenigstens verschont. Sie erhielt 1503 durch Maximilian I. das Privileg, einen Jahrmarkt abhalten zu dürfen – den Nikolausmarkt.

## Reise nach Jerusalem
1491 unternahm Philipp II. eine Pilgerfahrt ins Heilige Land. Pfingsten weilte er in Venedig. In Jerusalem wurde Philipp zum Ritter des Heiligen Grabes geschlagen. Zu Beginn des Winters war er wieder zurück.
Der Reisebericht des Dietrich von Schachten über seine Pilgerreise nach Jerusalem erwähnt den Grafen Philipp II. von Hanau-Lichtenberg mehrmals.

## Tod
Aufgrund der eigenen schlechten Erfahrungen mit seinem Bruder Ludwig ließ er seine Söhne eine Urkunde unterzeichnen, dass die Grafschaft Hanau-Lichtenberg nach seinem Tod ungeteilt erhalten bleiben sollte – eine, wie sich zeigte, nicht wirklich wirksame Maßnahme.
Graf Philipp II. starb am 22. August 1504 zwischen vier und fünf Uhr in Babenhausen, wo er in der Stadtkirche St. Nikolaus beigesetzt wurde. Die Grabplatte ist rechts im Chor neben dem Hauptaltar erhalten.

## Familie
Er heiratete am 9. September 1480 Anna von Isenburg († 1522), wozu ein päpstlicher Dispens erforderlich war, da sie im vierten Grad miteinander verwandt waren. Aus dieser Ehe gingen hervor:
1. Philipp III. (* 18. Oktober 1482; † 15. Mai 1538).
2. Anna (* 1485; † 11. Oktober 1559), Nonne im Kloster Marienborn.
3. Margaretha (* 1486; † 6. August 1560 in Babenhausen), Nonne im Kloster Marienborn, wegen eines "Fehltritts"[2] bis zu ihrem Lebensende im Schloss Babenhausen interniert[3]. Sie wurde in der Stadtkirche St. Nikolaus in Babenhausen beigesetzt.
4. Ludwig (* 5. Oktober 1487 in Buchsweiler; † 3. Dezember 1553 in Willstätt), geistlich.
5. Maria (* ca. 1487[Anm. 2]; † vermutlich 1526), Äbtissin des Klosters Klarenthal 1512 – 1525.
6. Amalie[Anm. 3] (* 7. Juni 1490 in Buchsweiler; † 11. März 1552 in Pfaffenhoffen), geistlich, begraben in St. Adelphi in Neuweiler.[4]
7. Reinhard (* 19. Februar 1494 in Klingenberg; † 12. Oktober 1537 in Straßburg), Kanoniker in Straßburg, begraben in St. Adelphi, Neuweiler.[5]

## Vorfahren
| Ahnentafel des Grafen Philipp II. von Hanau-Lichtenberg | Ahnentafel des Grafen Philipp II. von Hanau-Lichtenberg                                   | Ahnentafel des Grafen Philipp II. von Hanau-Lichtenberg                                   | Ahnentafel des Grafen Philipp II. von Hanau-Lichtenberg                                   | Ahnentafel des Grafen Philipp II. von Hanau-Lichtenberg                                   | Ahnentafel des Grafen Philipp II. von Hanau-Lichtenberg | Ahnentafel des Grafen Philipp II. von Hanau-Lichtenberg |
| ------------------------------------------------------- | ----------------------------------------------------------------------------------------- | ----------------------------------------------------------------------------------------- | ----------------------------------------------------------------------------------------- | ----------------------------------------------------------------------------------------- | ------------------------------------------------------- | ------------------------------------------------------- |
| Urgroßeltern                                            | Ulrich IV. von Hanau (* ca. 1330; † 1380) ⚭ Elisabeth von Wertheim (* 1347; † 1378)       | Heinrich II. von Nassau-Beilstein (* ?; † 1412) ⚭ Katharina von Randerode (* ?; † 1415)   | Ludwig IV. von Lichtenberg (* 1387; † 1434) ⚭ Anna von Baden (* 1399; † 1421)             | Albrecht I. von Hohenlohe (* 1370; † 1429) ⚭ Elisabeth (* 1395; † 1475)                   |                                                         |                                                         |
| Großeltern                                              | Reinhard II. von Hanau (* 1369; † 1451) ⚭ Katharina von Nassau-Beilstein (* ?; † 1459)    | Reinhard II. von Hanau (* 1369; † 1451) ⚭ Katharina von Nassau-Beilstein (* ?; † 1459)    | Ludwig V. von Lichtenberg (* 1433; † 1471) ⚭ Elisabeth von Hohenlohe († 1488)             | Ludwig V. von Lichtenberg (* 1433; † 1471) ⚭ Elisabeth von Hohenlohe († 1488)             |                                                         |                                                         |
| Eltern                                                  | Philipp I. von Hanau-Lichtenberg (* 1417; † 1480) ⚭ Anna von Lichtenberg (* 1442; † 1474) | Philipp I. von Hanau-Lichtenberg (* 1417; † 1480) ⚭ Anna von Lichtenberg (* 1442; † 1474) | Philipp I. von Hanau-Lichtenberg (* 1417; † 1480) ⚭ Anna von Lichtenberg (* 1442; † 1474) | Philipp I. von Hanau-Lichtenberg (* 1417; † 1480) ⚭ Anna von Lichtenberg (* 1442; † 1474) |                                                         |                                                         |
| Philipp II. von Hanau-Lichtenberg                       |                                                                                           |                                                                                           |                                                                                           |                                                                                           |                                                         |                                                         |